# K1主戰坦克

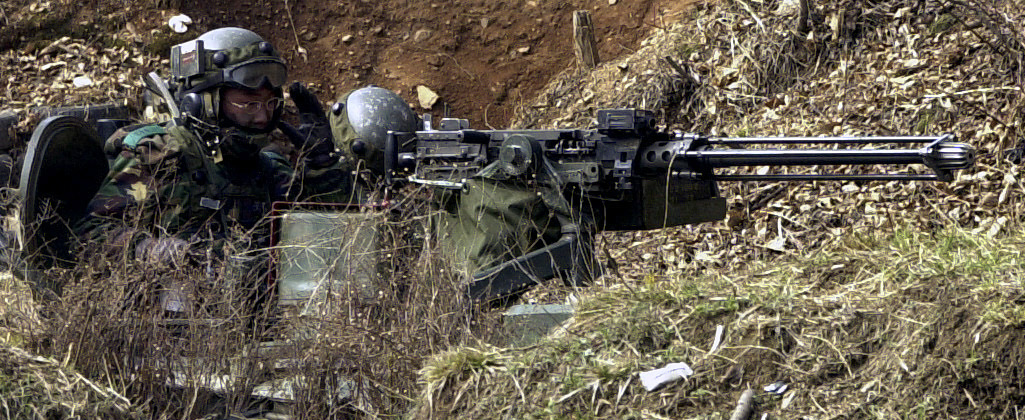
車頂12.7mm機槍

K1主力戰車系列是大韓民國陸軍主力坦克，由現代汽車採用美國通用动力技術合作生產研發。

## 命名
K1常被誤稱為「88式」，這是錯誤的，正確名稱為「88戰車」（韓文：88전차）。88式是另一種命名規則，通常指的是中國的ZTZ-88戰車。並且與南韓軍方應用美國軍事設備時的命名邏輯（M#A#）無關，而且南韓軍方也不會使用「##式」為裝備定名。
此外，雖然K1是在1987年於南韓軍方服役，但原意是當時的南韓總統全斗煥為了紀念隔年1988年即將舉辦的的漢城奧運，與任何編號邏輯無關。88戰車並非正式官方定名，「K1坦克」仍是對於稱呼K1和其較新的衍生型K1A1最廣泛使用的正式名稱。

## K1構型
K1是52噸級戰車，裝備105mm主砲，有複雜的射控系統和複合裝甲因為外觀類似於美軍M1戰車，所以駐韓美軍都戲稱是「M1寶寶」，撇開尺寸不談，K1還是有許多地方不同於美國M1，火控系統類似於德國豹式坦克。動力是德國MTU柴油引擎，由於K1是由通用陸地系統（GDLS,General Dynamics Land Systems，原來的克萊斯勒防務公司Chrysler Defense Division，於1982轉賣通用公司，M1的製造商）發展而導致外觀類似M1的原因。
北韓叛逃者表示K1優於北韓多數戰車，導致朝鮮人民軍加緊升級T-62（天馬虎）戰車企圖對抗K1。但不論如何好像都無法使天馬虎勝過K1，所以北韓軍中都流行給K1取名為「怪獸戰車」（괴물전차）。

### K1改良型
- K1 PIP：升級後的K1。
- K1E1：進一步升級的K1。2013年12月開始生產，K1E1於2014年7月7日推出。升級後會與K1A2相似。預計於2026年把所有K1都升級為K1E1[1]。
- K1E2：截至2018年8月，K1E2還在進行改進研發。預計將在2024年為K1進行大規模維修（翻新）。主要改進部分是更換新的防護裝甲，改進空調設備，升級發動機從1200 hp升級成1320 hp或更換1500 hp發動機，加裝遙控武器站（RWS）等[2]。

## K1A1構型
K1A1在2001年10月13日發表，外型很類似K1，除了換裝更大的120mm萊茵金屬公司主砲生產的Rh-120滑膛砲，有更大的貫穿力。新版還升級了火控系統KGPS（韓國砲手主瞄器Korean Gunner's Primary Sight）KCPS（韓國車長主瞄器Korean Commander's Panoramic Sight）和32位元彈道電腦、更耐用的引擎，行進間射擊命中率可到90%最高到98%，改良裝甲等同於M1A1同級可以防貧鈾彈。車上還有二氧化碳激光測距儀。
KCPS（韓國車長主瞄器Korean Commander's Panoramic Sight）規格
- 望遠: 3倍／10倍（日&夜）
- 垂直掃描（光學上下角度）: +/- 35˚
- 水平掃描（光學左右角度）: 360˚
- 砲手變換瞄準: 8倍

二氧化碳雷射測距儀規格；
- 距離: 200 ~ 7,990公尺
- 日間放大: 1倍／10倍
- 夜間放大: 3倍／10倍

K1A1可以輕易辨認其和K1不同之處，大砲外型明顯不同、同軸機槍位置、車長瞄準器和砲塔外型角度（A1更彎曲）也都有差異。120mm砲比K1的105mm線膛砲多一個隔熱套筒在砲管1/3長的地方，同軸機槍比K1安裝在更高位置。更圓滑外型的KGPS砲手日夜瞄準器比K1的單純日間瞄準器相比像是一根圓柱型突出車外。
Elbit系統公司是以色列最大的防禦電子公司和南韓政府簽約，提供熱成像套件以升級K1A1砲手瞄準具。三星電子負責安裝和測試此套件，此合約將近1900萬美元。

## K1A2構型
主要以K1A1升級而成，最初稱為K1A1 PIP，從2008年研發到2010年，並於2012年定型。2013年12月20日，原型車問世。預計2022年將所有K1A1升級成K1A2。

## 綜合評價
該戰車的懸吊系統可以讓車輪做出「坐、站、跪」三種戰車專業術語中的姿勢。坐姿可以讓戰車有較小輪廓外型和戰場上容易掌握道路控制權，站姿可讓戰車有較高越野性能，前後跪姿可加大戰車砲管仰角或俯角讓它打到低漥地的目標或往上打位置較高的據點，甚至是低空飛機。這是少數現代戰車才能做的。K1還能攀爬仰角60度以下的陡坡。
但是懸吊系統並非無瑕疵，據說會在極端或激烈的使用下產生斷裂，氣動懸吊是安裝在前車軸懸吊桿。K1和K1A1都有兩挺機槍；一挺車頂M60D機槍和一挺同軸M60E2機槍，現在車頂通常用的是K6重機槍。

## 服役

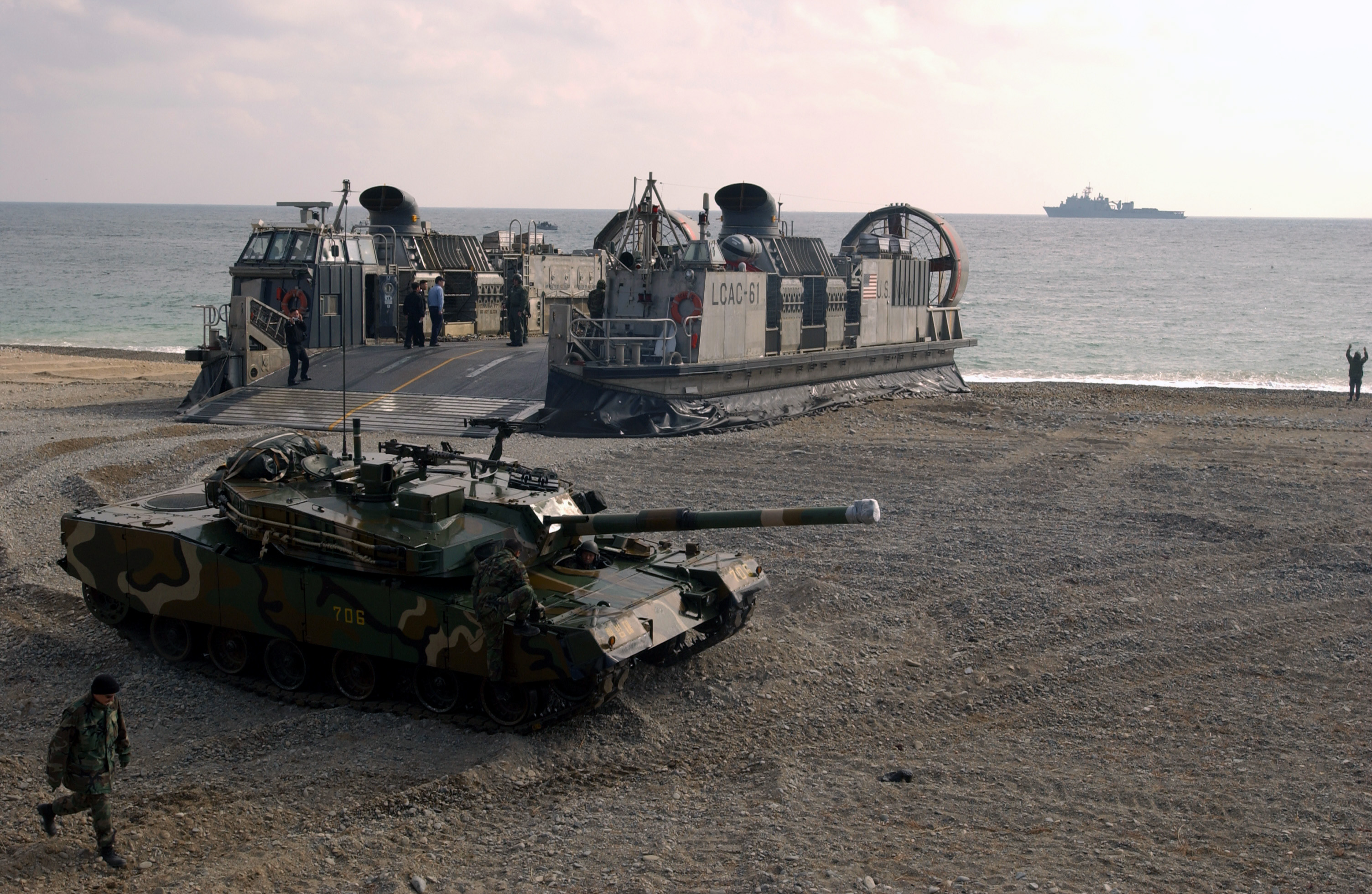
一輛K1由氣墊船上登陸

大韓民國 - 1,027輛K1 & 484輛K1A1 2006年統計 

## 未來規劃
K1系列將持續在韓國軍服役量產，預計K1A1和後續K1A2將替換所有舊式美製M48戰車，陸軍和海軍陸戰隊預計將有1027輛K1和484輛K1A1已經下訂單，這是韓國的「黑豹專案」陸軍大換裝計畫。

## 外部連結
- "2-6-1-M" K1A1 Tank Overview （页面存档备份，存于） at Rotem Website（Best viewed in Internet Explorer）.
- Type 88 K1 Main Battle Tank （页面存档备份，存于） at GlobalSecurity.org
- K1A1 Main Battle Tank（页面存档备份，存于） at GlobalSecurity.org
- Photos （页面存档备份，存于） at GlobalSecurity.org
- K1A1 Photos and Walk Arounds at Prime Portal （页面存档备份，存于）